# Pogreške u prevedenim inačicama Biblije
Tijekom povijesti, u raznim su se izdanjima i prijevodima Biblije pojavile mnogobrojne pogreške zbog kojih su ponekad izdavači ili tiskari čak bili kažnjeni.

## Rukopisi
Knjiga Kellsa
U Knjizi Kellsa, jedan se dodatni predak pojavljuje u Isusovu rodoslovlju u Evanđelju po Luki.
U Evanđelju po Mateju je pogrešno napisano: „Ne, nisam došao donijeti mir, nego veselje”, a treba pisati: „Ne, nisam došao donijeti mir, nego mač”. [Latinska riječ gladius (= „mač”) zamijenjena je riječju gaudium (= „veselje”).]
Knjiga Deera
U Knjizi Deera, u Isusovu je rodoslovlju kao prvi čovjek naveden Šet, dok je to prema Knjizi Postanka Adam, Šetov otac.

## TiskaneBiblije
Bug Bible
U ovoj je Bibliji riječ bugs (= „bube”) ubačena na mjestu riječi bugges (= „zlodusi”): „Thou shall not nede to be afrayed for eny bugges by night.” (= „Noću se nećeš morati bojati za bilo kakve bube.”)
Velika Biblija
U izdanju Velike Biblije iz 1549., na mjestu riječi treacle (= „lijek” ili „liječnik”) nalazi se riječ tryacle: „Is there no tryacle [treacle] in Gilead?” (= „Nema li balzama u Gileadu?”)
Breeches Bible
Godine 1579. prema jednom izdanju Biblije, Adam i Eva su od lišća spleli breeches (= „hlačice”), a zapravo se radi o pregačama ili povezu oko bokova.
Place-makers' Bible
U ovoj Bibliji je uočeno nekoliko pogrešaka:
- „Blessed are the placemakers: for they shall be called the children of God” – iz ovoga stoji da je Isus rekao kako su blaženi tvorci mjesta, a trebalo bi pisati „mirotvorci”.
- U Lukinu Evanđelju piše da je Isus izgrdio siromašnu udovicu.
- Ime proroka Daniela je zamijenjeno s imenom kralja Davida: „Kada dakle vidite da grozota pustoši, po proroštvu Davida proroka…”

Biblija kralja Jakova
Iznimno je mnogo grešaka uočeno u izdanjima Biblije kralja Jakova. Najpoznatija greška tiče se jedne Božje zapovijedi.
- U nekoliko izdanja piše da je Isus bio jedan od zločinaca raspetih na Golgoti: „A vodili su i drugu dvojicu zločinaca, da ih s njime pogube.”
- Godine 1611. je načinjena greška – Judino ime se pojavljuje umjesto Isusova u rečenici: „Tada dođe Juda [Isus] s njima u predio zvan Getsemani i kaže učenicima: 'Sjednite ovdje dok ja odem onamo pomoliti se.'”
- Izopačena Biblija – prema ovome izdanju, jedna od Deset zapovijedi glasi: „Učini preljub!” jer je riječ „ne” izostavljena: „Thou shalt commit adultery.” Većina kopija je spaljena, a tiskari su kažnjeni.[5]

Još je mnogo grešaka u tiskanju načinjeno u izdanjima ove inačice Biblije. Negdje je izostavljena riječ „ne”, ponegdje nema zareza, a prema verziji iz 1927., zabranjeno je oženiti bakinu ženu (Levitski zakonik).
Jeruzalemska Biblija
U Jeruzalemskoj Bibliji – hrvatskom prijevodu Biblije – piše u Prvoj knjizi Ljetopisa: „Sinovi sužnja Jekonje bili su Šealtiel, njegov sin, Malkiram, Pedaja, Šenasar, Jekamja, Jošama i Nebadja.” Otac spomenutih sinova nije bio Jekonja, već Jekonija.